# Nils Gustaf Fischer
Nils Gustaf Fischer, född 15 juni 1791 i Lönsås socken, död 23 oktober 1866 i Östra Skrukeby socken, var en svensk kyrkoherde i Östra Skrukeby församling. 

## Biografi
Nils Gustaf Fischer föddes 1791 på Mårtorp i Lönsås socken. Han var son till stämpelpappersombudsmannen Anton Fischer och Helena Maria Cnattingius. Fischer blev höstterminen 1816 student vid Uppsala universitet och prästvigdes 25 juni 1818. Han blev 4 augusti 1826 komminister i S:t Laurentii församling, Söderköping och tillträdde 1827. Fischer blev 22 juli 1829 komminister i Bjälbo församling och tillträdde 1830. Den 4 mars 1846 tog han pastoralexamen och blev 12 april 1854 kyrkoherde i Östra Skrukeby församling, tillträdde samma år. Han avled 1866 i Östra Skrukeby socken.
En minnesvård på kyrkogården visar vart Fischer är begravd.

### Familj
Fischer gifte sig 30 december 1832 med Hedvig Ulrica Thollander (1802–1872). Hon var dotter till löjtnanten Sven Fredrik Thollander och Ulrica Margareta Garver i Landeryds socken. De fick tillsammans barnen Hedvig Concordia Maria (född 1833), Gustaf Ulrik, Amalia Christina (1835–1905), Adolf Ferdinand (1841–1842) och Johan Fredrik (1845–1910).